# Ato Blankson-Wood
Ato Blankson-Wood (25 agosto 1984) è un attore statunitense.

## Biografia
Dopo aver studiato recitazione a Yale, Ato Blankson-Wood ha fatto il suo debutto sulle scene newyorchesi in un revival del musical Hair in scena al Public Theater dell'Off Broadway nel 2009; la produzione ottenne il plauso della critica e fu riproposta a Broadway l'anno successivo, sempre con Blankson-Wood nel cast. L'attore sarebbe rimasto nella compagnia anche quando il musical fu trasferito al Gielgud Theatre del West End, facendo così il suo debutto londinese nel 2011. Nel novembre 2011 tornò a Broadway nel musical Lysistrata Jones, ma lo show si rivelò un flop e rimase in cartellone solo per due mesi di repliche.
Successivamente, Ato Blankson-Wood ha recitato prevalentemente in opere di prosa nell'Off Broadway, tra cui Ifigenia in Aulide (2015), The Total Bent (2016; candidato al Drama League Award per la miglior performance) e la commedia shakespeariana Come vi piace (2017), in cui interpretava il co-protagonista Orlando. Nel 2018 ha recitato ancora nell'Off Broadway nella prima newyorchese del dramma di Jeremy O. Harris Slave Play, a cui è seguito il ruolo principale di Dembe in The Rolling Stone al Lincoln Center; la sua interpretazione di un ragazzo gay in Uganda gli è valsa il plauso della critica. Nel settembre 2019 è tornato a recitare a Broadway ancora una volta in Slave Play, ottenendo una nomination al Tony Award al miglior attore non protagonista in un'opera teatrale per la sua interpretazione del ruolo di Gary. Nel 2023 ha interpretato Amleto nella tragedia shakespeariana in scena al Delacorte Theater, mentre nel 2024 ha recitato con Eddie Redmayne nel musical Cabaret a Broadway.
Blankson-Wood è dichiaratamente gay.

## Filmografia

### Cinema
- 5 giorni fuori (It's Kind of a Funny Story), regia di Ryan Fleck e Anna Boden (2010)
- The Mourning Kid, regia di Pablo Chozas (2013)
- Detroid, regia di Kathryn Bigelow (2017)
- Lontano da qui (The Kindergarten Teacher), regia di Sara Colangelo (2018)
- BlacKkKlansman, regia di Spike Lee (2018)
- Worth - Il patto (Worth), regia di Sara Colangelo (2020)
- The Same Storm, regia di Peter Hedges (2021)

### Televisione
- David Letterman Show (Late Show with David Letterman) – programma TV, puntata 16x131 (2009)
- The Tonight Show with Conan O'Brien – programma TV, puntata 1x26 (2009)
- She's Gotta Have It – serie TV, episodi 1x04-1x06 (2017)
- La fantastica signora Maisel (The Marvelous Mrs. Maisel) – serie TV, episodio 1x03 (2017)
- The Good Fight – serie TV, episodio 2x03 (2018)
- When They See Us – miniserie TV, puntata 03 (2019)

## Doppiatori italiani
- Mirko Mazzanti ne La fantastica signora Maisel
- Andrea Oldani in Lontano da qui